# Annedals lägenhetsmuseum
Annedals lägenhetsmuseum är ett arbetslivsmuseum i stadsdelen Annedal i Göteborg, etablerat år 1976. Det är inrymt i ett hus på Brunnsgatan 14, uppfört år 1876 av Göteborgs Arbetarbostads AB.
Byggnaden vid Brunnsgatan 14 uppfördes år 1876 av Göteborgs Arbetarbostads AB. På 1960-talet hotades huset av rivning, men kom att bevaras. Museet består av tre lägenheter, vilka är tidstypiska för 1900-talets första hälft och visar hur man bodde på den tiden. I museet visas även hur stadsdelen Annedal såg ut innan rivningarna på 1960-talet. Föreningen Gamla Annedalspojkar bildades år 1947 och den disponerar huset på Brunnsgatan 14 sedan år 1973.
Byggnaden är i två våningar med sadeltak och uppförd i rött tegel med detaljer i gult tegel. Den ingår i kommunens bevaringsprogram sedan år 1987.